# Air Hong Kong
AHK Air Hong Kong Limited (AHK), действующая как Air Hong Kong, — грузовая авиакомпания со штаб-квартирой в Гонконге, осуществляющая коммерческие авиаперевозки по 12 пунктам назначения в девяти странах, включая Китай, Японию, Малайзию, Филиппины, Тайвань, Сингапур, Республику Корея и Таиланд. Портом приписки авиакомпании и её грузовым транзитным центром является гонконгский международный аэропорт Чхеклапкок.
Воздушный флот Air Hong Kong составляют самолёты Airbus A300-600F General Freighter, авиакомпания являлась стартовым эксплуатантом данного типа лайнеров.
Авиакомпания Air Hong Kong была основана в ноябре 1986 года тремя гонконгскими бизнесменами и начала операционную деятельность с чартерных перевозок 4 февраля 1988 года на самолётах Boeing 707-320C. 4 июня 1994 года крупнейшая авиакомпания Гонконга Cathay Pacific выкупила 75 процентов собственности Air Hong Kong, а в феврале 2002 года приобрела остальные 25 процентов, став полным владельцем грузового авиаперевозчика. В октябре того же года Cathay Pacific и концерн DHL заключили соглашение о сотрудничестве, после чего 40% собственности Air Hong Kong отошло подразделению DHL World Express, а 60% компании осталось во владении Cathay Pacific.

## История

Прежний логотип авиакомпании Air Hong Kong

Air Hong Kong была образована в ноябре 1986 года тремя бизнесменами, к которым позднее присоединились Роджер Уолман и Томас Санг из Гонконга, оказавшие существенную помощь в финансировании деятельности нового предприятия. Авиакомпания начала свою деятельность 4 февраля 1988 года с выполнения грузовых перевозок на самолётах Boeing 707-320C по чартерным контрактам в Бомбей (ныне Мумбаи), Великобританию и Катманду, а 18 октября следующего года был заключён первый контракт на регулярные грузовые рейсы. В начале 1990 года Air Hong Kong эксплуатировала два лайнера Boeing 707—320, помимо чартеров выполняя регулярные рейсы в Манчестер и имея коммерческие права на маршруты в Окленд, Брюссель, Фукуоку, Гуам, Мельбурн, Нагою, Осаку, Перт, Пусан, Сингапур, Сидней, Вену и Цюрих. В апреле 1991 года компания начала обслуживание регулярного направления в Нагою и получила дополнительное разрешение на рейсы в Ханой и Хошимин. В марте следующего года Air Hong Kong выдана лицензия на грузовые регулярные маршруты в Кэрнс, Дарвин, Дакку, Дубай, Катманду, Куала-Лумпур и Таунвилл (Пенсильвания), в результате чего к марту 1993 года авиакомпания обслуживала регулярные перевозки между Гонконгом и городами Брюссель, Дубай, Хошимин, Манчестер, Нагоя и Сингапур, используя воздушный флот из двух самолётов Boeing 747-100SF и одного Boeing 707-320C.

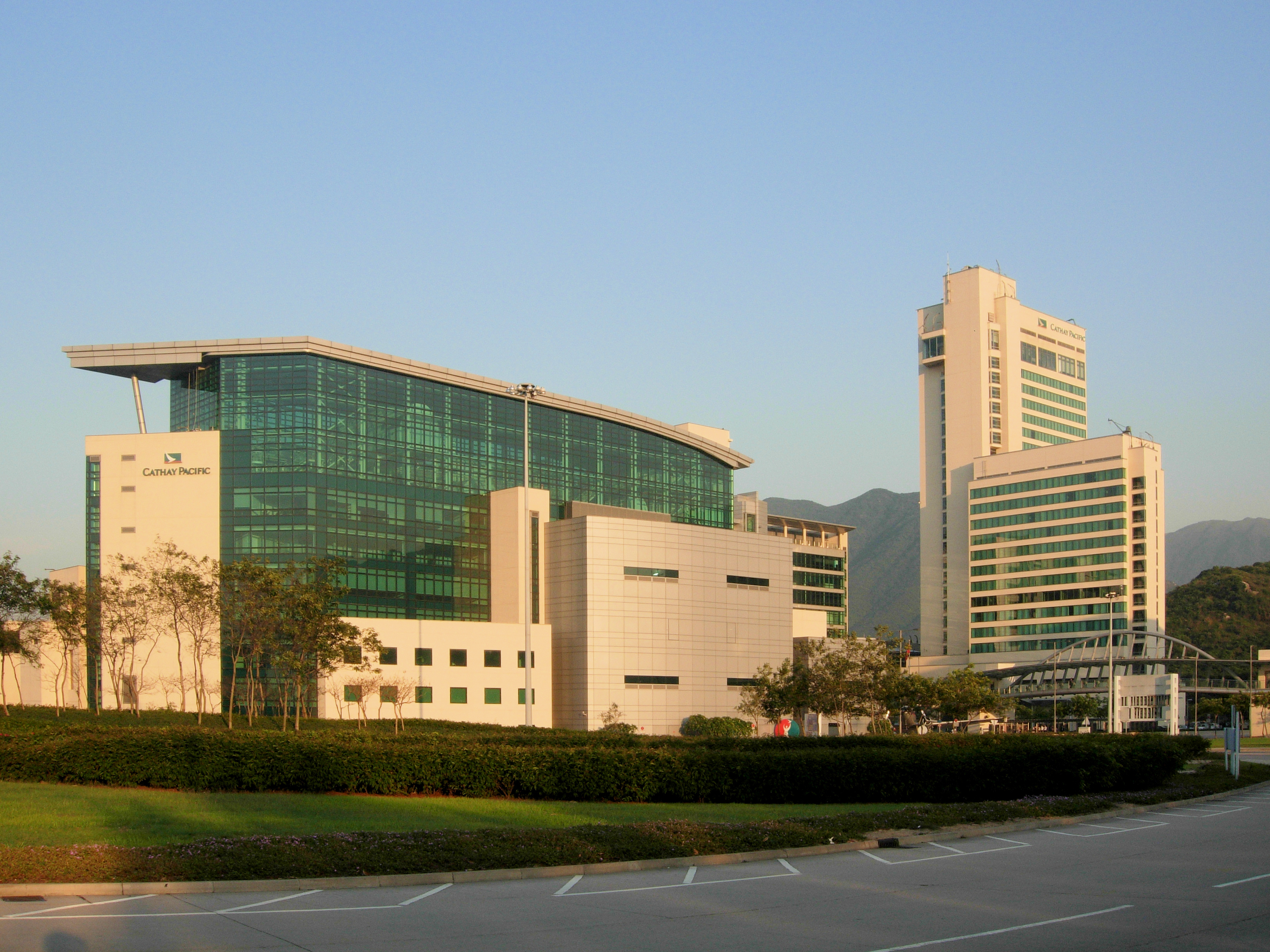
Административный комплекс Cathay Pacific, где размещается штаб-квартира авиакомпании Air Hong Kong

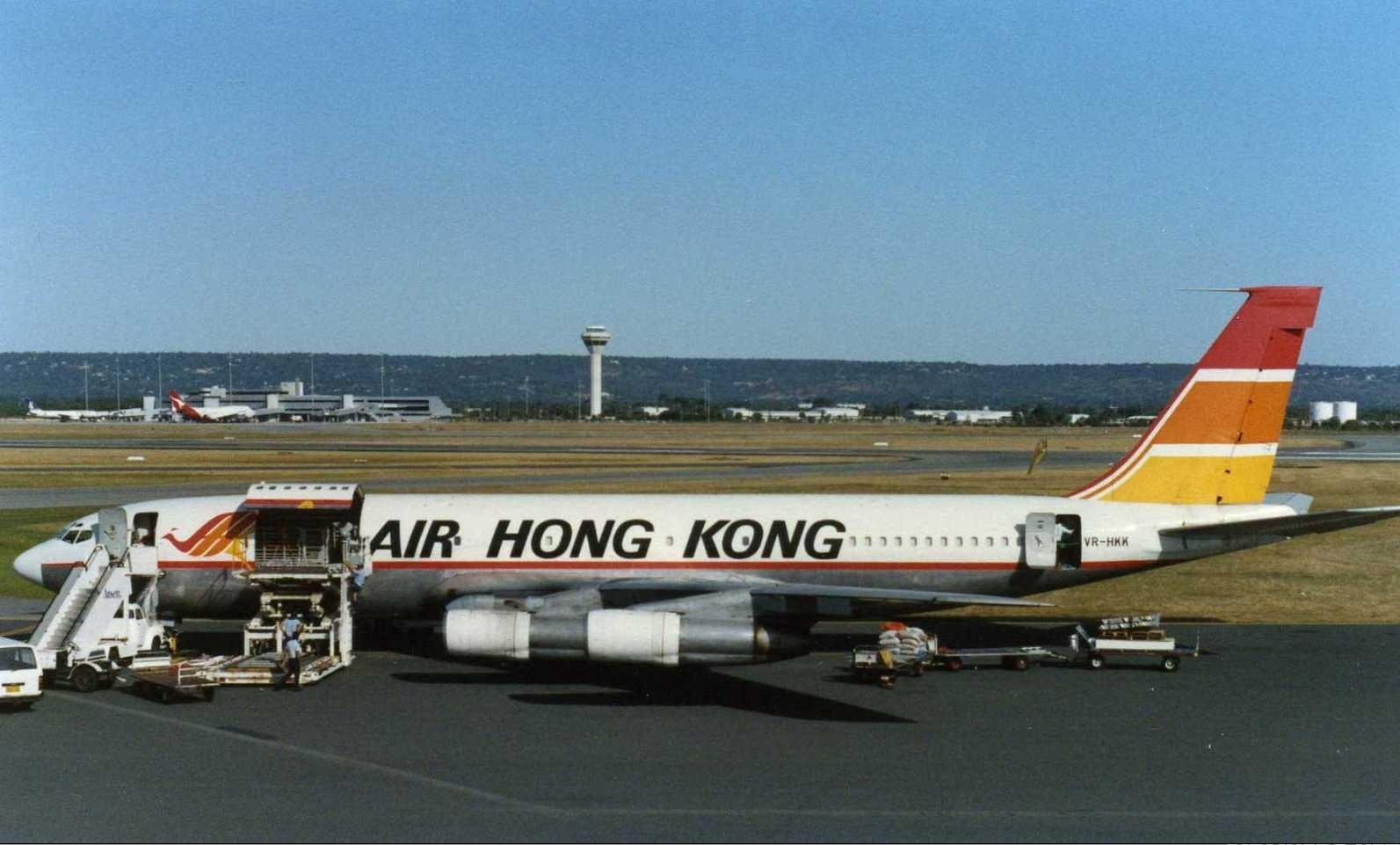
Boeing 707-300C авиакомпании Air Hong Kong в аэропорту Перта, начало 1990-х годов

В 1993 году Air Hong Kong заключила соглашение с компанией «Polaris Aircraft Leasing» (дочерней структурой General Electric Capital), согласно которому в том же году с авиаперевозчика снималось бремя оплаты лизинговых платежей за три самолёта Boeing 747-100SF в обмен на опцион на приобретение 49 процентов собственности перевозчика в январе 1995 года. В июне 1994 года флагманская авиакомпания Гонконга Cathay Pacific выкупила 75 собственности Air Hong Kong за 200 миллионов гонконгских долларов, вследствие чего сделка с Polaris оказалась автоматически расторгнутой. В ноябре того же года по причине серьёзных финансовых трудностей авиакомпания была вынуждена прекратить аренду всех самолётов Boeing 707-320C и одного лайнера Boeing 747-100SF, а в январе следующего года — ещё двух самолётов Boeing 747-100SF. К 2000 году Air Hong Kong эксплуатировала флот из трёх Boeing 747-200F и выполняла регулярные грузовые перевозки из Гонконга в Брюссель, Дубай, Манчестер и Осаку.
В феврале 2002 года Cathay Pacific приобрела оставшиеся 25% акций Air Hong Kong, тем самым став полноправным владельцем собственности грузовой авиакомпании. С 1 июля того же года началась реструктуризация деятельности Air Hong Kong, были закрыты маршруты в Брюссель, Дубай и Манчестер, а центр тяжести операционной деятельности компании был перенесён на рынок коммерческих авиаперевозок в Азии. В октябре 2002 года Cathay Pacific заключила соглашение с DHL Worldwide Express по продаже 30% акций Air Hong Kong в обмен на финансирование приобретения средних грузовых лайнеров и право их работы в маршрутной сети DHL между Гонконгом и странам Азиатско-Тихоокеанского региона. Полученные 300 миллионов долларов США были направлены на покупку пяти грузовых самолётов с поставкой в 2004 году и ещё 100 миллионов долларов — на приобретение трёх грузовых лайнеров с поставкой к 2010 году. В марте 2003 года Cathay Pacific продала ещё 10% акций Air Hong Kong в DHL Worldwide Express, оставив в собственности 60% акций грузового авиаперевозчика.
Air Hong Kong стала стартовым заказчиком новой модели грузовых лайнеров Airbus A300-600F, которые оснащались современной системой погрузки, способной обрабатывать практически все виды контейнеров и грузовых поддонов, а также боковыми дверями в задней части первой (нижней) палубы самолёта для погрузки и выгрузки крупногабаритных предметов. Первый лайнер нового типа был поставлен авиакомпании в сентябре 2004 года, остальные восемь были переданы в эксплуатацию 22 июня 2006 года. Каждый самолёт оснащён двумя турбовентиляторными двигателями General Electric (GE) CF6-80C2, на техническое обслуживание которых 25 января 2005 года был подписан контракт на 14 лет.
В ноябре 2007 года авиакомпания Air Hong Kong получила премию «Лучшая операционная деятельность» от самолётостроительного концерна Airbus по результатам достижения наилучших результатов при эксплуатации самолётов Airbus на грузовых перевозках и минимальное время отклонения от графика на регулярных маршрутах.

## Маршрутная сеть

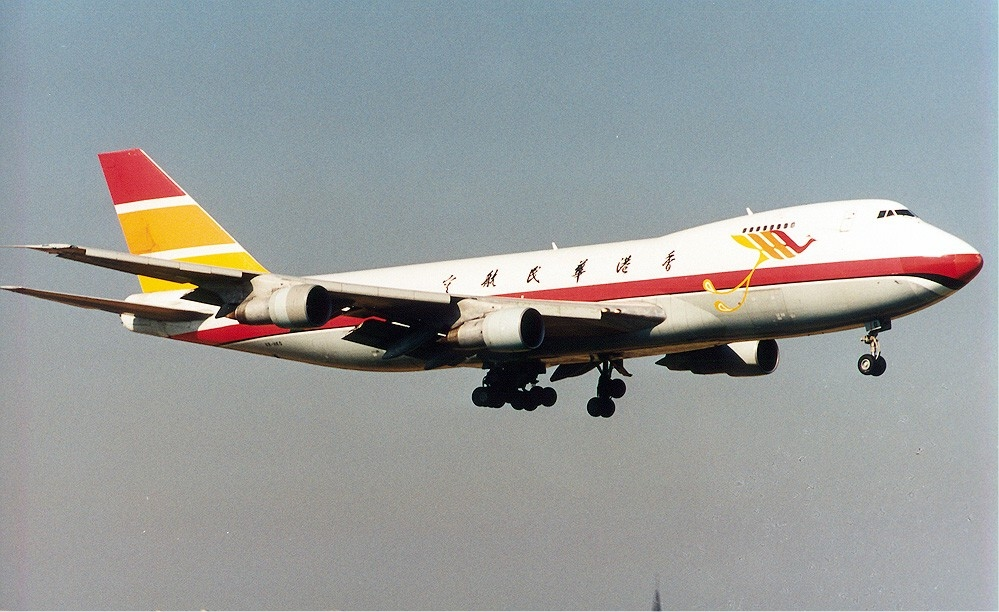
Boeing 747-200F авиакомпании Air Hong Kong в брюссельском аэропорту, декабрь 1996 года

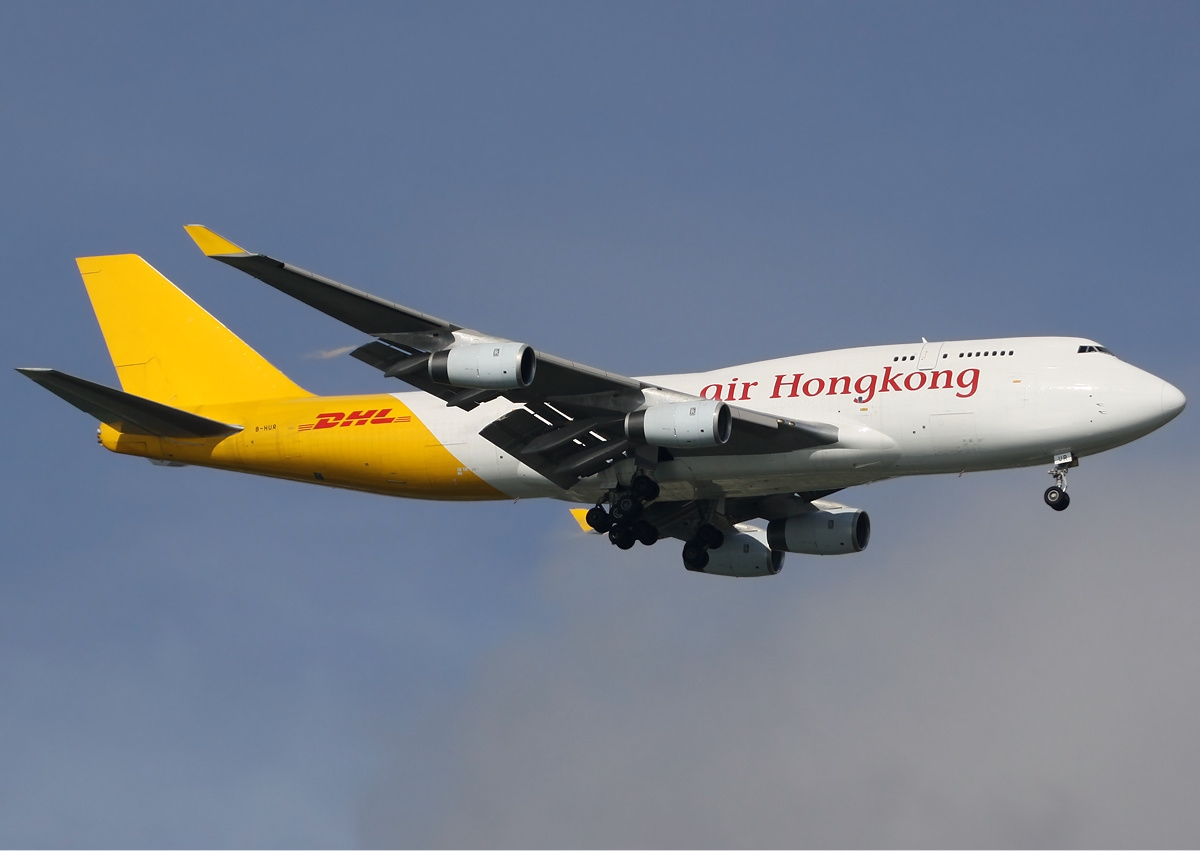
Посадка Boeing 747-400F авиакомпании Air Hong Kong в сингапурском международном аэропорту Чанги, ноябрь 2011 года

По состоянию на 7 мая 2010 года маршрутная сеть регулярных перевозок авиакомпании Air Hong Kong включала в себя следующие пункты назначения:
- Китай
  - Пекин — международный аэропорт Шоуду
  - Шанхай — международный аэропорт Шанхай Пудун
- Гонконг
  - Гонконг — международный аэропорт Чхеклапкок, хаб
- Япония
  - Нагоя — Международный аэропорт Тюбу
  - Осака — международный аэропорт Кансай
  - Токио — международный аэропорт Нарита
- Малайзия
  - Пенанг — международный аэропорт Пенанг
- Филиппины
  - Манила — международный аэропорт имени Ниной Акино
- Сингапур
  - Сингапур — международный аэропорт Чанги
- Республика Корея
  - Сеул — международный аэропорт Инчхон
- Китайская Республика
  - Тайбэй — международный аэропорт Тайвань Таоюань
- Таиланд
  - Бангкок — международный аэропорт Суварнабхуми

### Прекращённые маршруты
- Бельгия — Брюссель[7]
- Индия — Мумбаи[2][7]
- Непал — Катманду[2][7]
- ОАЭ — Дубай[7]
- Великобритания — Манчестер[7]
- Вьетнам — Хошимин[5][7]

## Флот

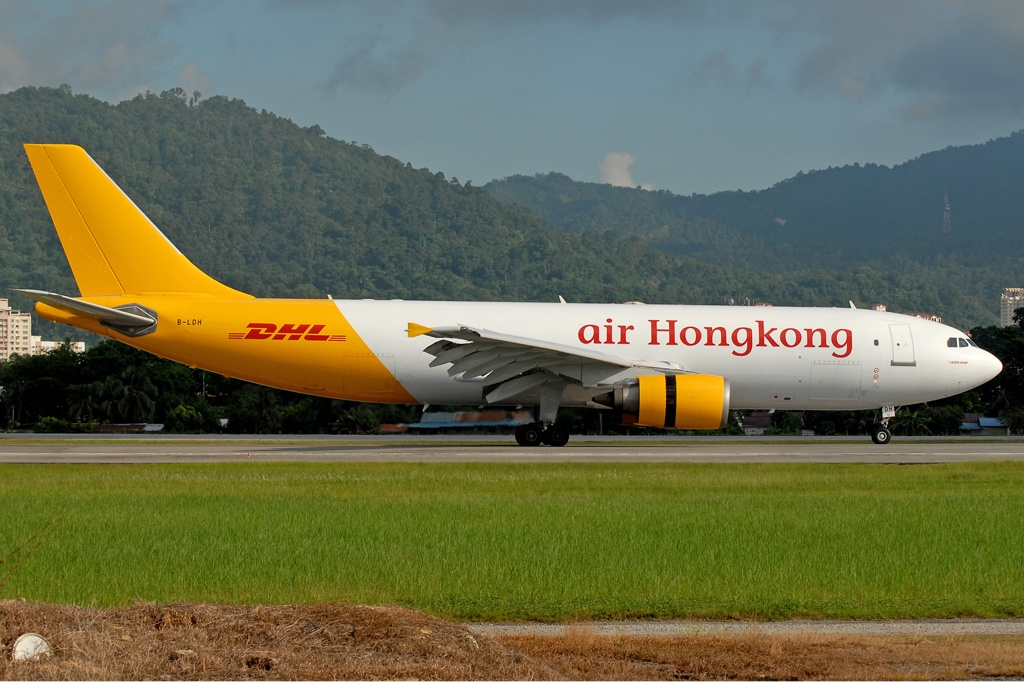
Airbus A300-600F General Freighter авиакомпании Air Hong Kong в раскраске корпорации DHL

В октябре 2011 года воздушный флот авиакомпании Air Hong Kong составляли следующие самолёты:
- A300-600F — 8 единиц
- Boeing 747—400 (BCF) — 3 единицы (мокрый лизинг у Cathay Pacific)

### Прежний флот
- Boeing 707-320C
- Boeing 747-100SF
- Boeing 747-200F
- Boeing 727-200F